# Geoffrey Jourdren
Geoffrey Jourdren (Parigi, 4 febbraio 1986) è un allenatore di calcio ed ex calciatore francese, di ruolo portiere,  responsabile del settore del Montpellier.

## Palmarès

### Club

#### Competizioni nazionali
- Campionato francese: 1

Montpellier: 2011-2012